# Daniel (postać biblijna)

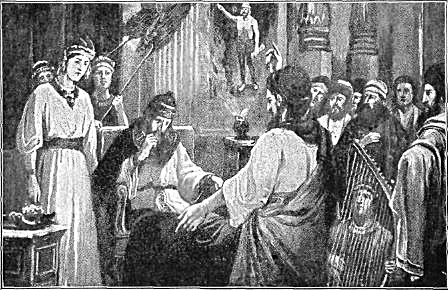
Daniel interpretuje sen Nabuchodonozora

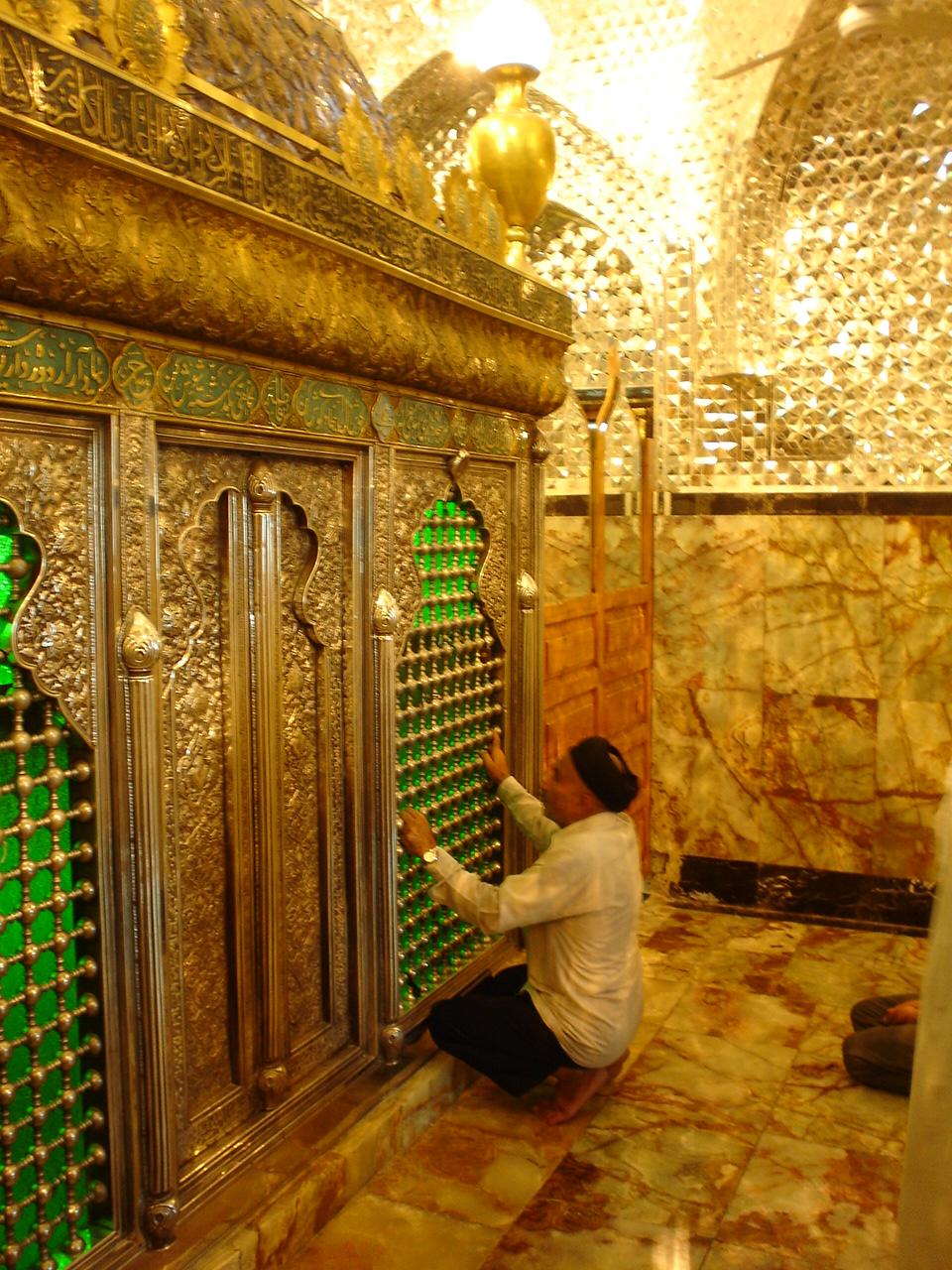
Grobowiec Daniela w Suzie

Daniel (aram. i hebr. דָּנִיֵּאל – Dāniyyēl, "Bóg moim Sędzią"; gr. Δανιήλ – Daniḗl) - główny bohater biblijnej Księgi Daniela, prorok żydowski, którego nie należy identyfikować z innym Danielem – mężczyzną z Księgi Ezechiela (rozdz. 14.,wiersze 14. i 20.).

## Geneza Postaci
Imię Daniela oznacza „Bóg moim sędzią”, Chociaż najbardziej znaną postacią o tym imieniu jest bohater Księgi Daniela, który interpretuje sny i doznaje apokaliptycznych wizji, Biblia wspomina także o trzech innych osobach o tym imieniu:
1. Księga Ezechiela (14:14, 14:20 i 28: 3) odnosi się do legendarnego Daniela słynącego z mądrości i prawości. W rozdziale czternastym Ezechiel mówi o grzesznej ziemi Izraela, że "gdyby tam byli owi trzej mężowie: Noe, Daniel i Hiob, to tylko oni, dzięki, sprawiedliwości swej, ocaliliby życie swoje". W rozdziale 28 Ezechiel drwi z króla Tyru, pytając retorycznie: „czy jesteś mądrzejszy od Daniela?[2]” Wydaje się, że autor Księgi Daniela przyjął tę legendarną postać, znaną ze swojej mądrości, jako centralną postać[3].
2. W Księdze Ezdrasza 8:2 prorok wspomina kapłana o imieniu Daniel, który wraz z Ezdraszem udał się z Babilonu do Jerozolimy[2]
3. W 1 Księdze Kronik 3:1. Daniel pojawia się jako syn króla Dawida.

Daniel (Dn'il lub Danel) to także imię postaci z legendy Aqhat z Ugarit. Ugarit było miastem kananejskim zniszczonym około 1200 r.p.n.e. - tablica zawierająca historię jest datowana na ok. 1360 r.p.n.e. Ten legendarny Daniel znany jest ze swojej prawości i mądrości oraz wyznawcy boga El (stąd jego imię), który objawił swoją wolę poprzez sny i wizje Jest mało prawdopodobne, aby Ezechiel znał znacznie starszą legendę kananejską, lecz założenie, że istnieje między nimi jakaś więź, wydaje się być uzasadnione   Autorzy opowieści z pierwszej połowy Księgi Daniela prawdopodobnie również nie byli świadomi istnienia ugaryckiego Daniela i prawdopodobnie wzięli imię swojego bohatera od Ezechiela; autor wizji z drugiej połowy wziął z kolei imię swojego bohatera z opowieści.

## Daniel w pismach deuterokanonicznych
W 1. poł. II w. p.n.e., w czasie prześladowań religijnych władcy państwa Seleucydów Antiocha IV zostały napisane w języku greckim tzw. Opowiadanie o Zuzannie, Opowiadanie o Belu i Opowiadanie o smoku, których bohaterem jest Daniel. W Opowiadaniu o Zuzannie Daniel ratuje niewinną kobietę Zuzannę z rąk nieuczciwych świadków, a w opowieściach o Belu i smoku niszczy bożki babilońskie i perskie.
Powyższe księgi są w Kościele katolickim uznawane za kanoniczne i znajdują się w rozdziałach 13. i 14. Księgi Daniela.

## Śmierć Daniela oraz legendy związane z grobowcem
Ostatnia wzmianka o Danielu w Księdze Daniela ma miejsce w trzecim roku działalności Cyrusa (Dn 10: 1). Źródła rabiniczne przypuszczają, że jeszcze żył za panowania króla perskiego Achaszwerosza (znanego lepiej jako Artakserkses - Talmud babiloński, Megillah 15a, oparty na Księdze Estery 4, 5), kiedy był zabity przez nikczemnego Hamana, najwyższego urzędnika Achaszwerosza (Targum Sheini w Księdze Estery, 4, 11).
Żydowski pisarz z I wieku Józef Flawiusz doniósł, że ciało Daniela spoczywało w wieży w Ekbatanie w Partii, obok ciał królów Medów i Persów; później żydowskie władze oznajmiły, że został pochowany w Suzie, a w pobliżu jego domu ukryto naczynia ze Świątyni Salomona. Źródła muzułmańskie doniosły, że muzułmanie odkryli jego ciało, lub prawdopodobnie jedynie skrzynię zawierające fragmenty jego ciała (nerwy i żyły), wraz z książką, słoikiem tłuszczu i sygnetem z wygrawerowanym wizerunkiem człowieka lizanego przez dwa lwy. Zwłoki zostały ponownie pochowane, natomiast grzebacze zostali ścięci, aby zapobiec ujawnieniu miejsca pochówku.
Obecnie za Grób Daniela uważa się sześć następujących miast : Babilon, Kirkuk i Al-Mikdadijja w Iraku, Suza i Ize w Iranie i Samarkanda w Uzbekistanie. Najbardziej znany jest ten w Suzie, (Shush, w płd.-zach. Iranie), w miejscu znanym jako Shush-e Daniyal. Zgodnie z żydowską tradycją, zamożni ludzie mieszkali po jednej stronie rzeki, natomiast biedni - po drugiej; toczyli oni między sobą spór o to, do kogo mają należeć zwłoki; w ramach porozumienia, katafalk miał w danym roku przebywać u bogaczy, a w kolejnym - po drugiej stronie rzeki, u biednych. Perski król Sanjar postanowił zakończyć te praktyki i kazał zawiesić katafalk na samym środku mostu łączącego oba brzegi. W pobliżu zbudowano dom modlitewny, otwarty dla wszystkich wierzących w Boga, natomiast łowienie ryb w pewnej odległości w górę i w dół rzeki zostało zabronione; ryby pływające w tym odcinku rzeki miały mieć głowy lśniące jak złoto, a bezbożnicy, którzy weszli do świętej dzielnicy, mieli w cudowny, niewyjaśniony sposób tonąć w rzece. Ponadto w pobliżu domu Daniela miał leżeć kamień, pod którym ukryto naczynia ze Świątyni Salomona. Według legendy, każdy kto go dotknął, ginął w niewyjaśnionych okolicznościach, a ci, którzy próbowali podkopać głaz – byli rażeni piorunem.
Do dziś grób jest popularnym celem pielgrzymek.
Jego wspomnienie obchodzone jest 21 lipca.